# Anolis tolimensis
Espèce
Synonymes
- Norops tolimensis (Werner, 1916)

Anolis tolimensis est une espèce de sauriens de la famille des Dactyloidae. 

## Répartition
Cette espèce est endémique de Colombie.

## Étymologie
Son nom d'espèce, composé de tolim[a] et du suffixe latin -ensis, « qui vit dans, qui habite », lui a été donné en référence au lieu de sa découverte, le Cañon del Tolima.

## Publication originale
- Werner, 1916 : Bemerkungen über einige niedere Wirbeltiere der Anden von Kolumbien mit Beschreibungen neuer Arten. Zoologische Anzeiger, vol. 47, p. 301-311 (texte intégral).